# Coppa Europa di Formula 3 1989
La Coppa Europa di Formula 3 1989  (FIA Formula 3 Coppa d'Europa 1989) fu una gara di Formula 3  che si disputò il 15 ottobre 1989 sul Circuito Internazionale Santamonica di Misano Adriatico. Fu la quinta volta, dopo che nel 1985 era stato abolito il campionato europeo, che il titolo continentale si attribuiva in una sola gara.
La gara venne vinta da Gianni Morbidelli su Dallara F389-Alfa Romeo.

## Partecipanti
| No | Pilota             | Team                   | Telaio       | Motore               |
| -- | ------------------ | ---------------------- | ------------ | -------------------- |
| 1  | Gianni Morbidelli  | Forti Corse            | Dallara F389 | Alfa Romeo Novamotor |
| 2  | Roberto Colciago   | Roberto Colciago       | Dallara F389 | Alfa Romeo Novamotor |
| 3  | Antonio Tamburini  | Prema Racing           | Reynard 893  | Alfa Romeo Novamotor |
| 4  | Giovanni Bonanno   | Giovanni Bonanno       | Dallara F389 | Alfa Romeo Novamotor |
| 5  | Roland Bossy       | Ecurie des Ordons      | Reynard 893  | Alfa Romeo Novamotor |
| 6  | Christophe Humi    | Bordoli Motorsport     | Reynard 893  | Alfa Romeo Novamotor |
| 7  | Andrea Montermini  | Euroteam               | Reynard 893  | Alfa Romeo Novamotor |
| 8  | Rolf Kuhn          | Wittwer Racing         | Reynard 893  | Volkswagen Spiess    |
| 9  | Eugenio Visco      | EC Motorsport          | Dallara F389 | Alfa Romeo Novamotor |
| 11 | Jo Zeller          | Formel Rennsport Club  | Ralt RT32    | Toyota TOM's         |
| 12 | Jacques Isler      | Jacques Isler Racing   | Dallara F388 | Alfa Romeo Novamotor |
| 13 | Michael Schumacher | WTS Racing             | Reynard 893  | Volkswagen Spiess    |
| 14 | Michael Bartels    | Bongers Motorsport     | Reynard 893  | Volkswagen Spiess    |
| 15 | Wolfgang Kaufmann  | Style Auto Racing Team | Dallara 883  | Volkswagen Spiess    |
| 16 | Peter Zakowsi      | Peter Zakowski Racing  | Reynard 893  | Volkswagen Spiess    |
| 18 | Gianni Bianchi     | Formel Rennsport Club  | Dallara F389 | Volkswagen Spiess    |
| 19 | René Wartmann      | Formel Rennsport Club  | Dallara F389 | Volkswagen Spiess    |
| 20 | Yvan Muller        | Ecurie Elf             | Dallara F389 | Alfa Romeo Novamotor |
| 21 | Alessandro Zanardi | Erre 3 Racing          | Ralt RT33    | Toyota TOM's         |
| 22 | John Alcorn        | Becsport               | Reynard 893  | Toyota TOM's         |
| 23 | Svend Hansen       | Svend Hansen           | Reynard 883  | Volkswagen Spiess    |
| 31 | Olivier Beretta    | Olivier Beretta        | Dallara F389 | Alfa Romeo Novamotor |
| 32 | Fabrizio Bettini   | Luigi Monti            | Dallara F389 | Alfa Romeo Novamotor |
| 48 | Fabiano Vandone    | Forti Corse            | Dallara F389 | Alfa Romeo Novamotor |

## Qualifiche
| Pos | No | Pilota             | Telaio             | Tempo   | Distacco |
| --- | -- | ------------------ | ------------------ | ------- | -------- |
| 1   | 3  | Antonio Tamburini  | Reynard-Alfa Romeo | 1:12.88 | —        |
| 2   | 28 | Andrea Montermini  | Reynard-Alfa Romeo | 1:13.01 | +0.13    |
| 3   | 1  | Gianni Morbidelli  | Dallara-Alfa Romeo | 1:13.19 | +0.32    |
| 4   | 2  | Roberto Colciago   | Dallara-Alfa Romeo | 1:13.37 | +0.49    |
| 5   | 4  | Giovanni Bonanno   | Dallara-Alfa Romeo | 1:13.38 | +0.5     |
| 6   | 48 | Fabiano Vandone    | Dallara-Alfa Romeo | 1:13.42 | +0.54    |
| 7   | 9  | Eugenio Visco      | Dallara-Alfa Romeo | 1:13.47 | +0.59    |
| 8   | 20 | Yvan Muller        | Dallara-Alfa Romeo | 1:13.59 | +0.71    |
| 9   | 13 | Michael Schumacher | Reynard-Volkswagen | 1:13.83 | +0.95    |
| 10  | 31 | Olivier Beretta    | Dallara-Alfa Romeo | 1:13.86 | +1.01    |
| 11  | 21 | Alex Zanardi       | Ralt-Toyota        | 1:13.90 | +1.05    |
| 12  | 32 | Fabrizio Bettini   | Dallara-Alfa Romeo | 1:14.07 | +1.22    |
| 13  | 15 | Wolfgang Kaufmann  | Dallara-Volkswagen | 1:14.16 | +1.31    |
| 14  | 12 | Jacques Isler      | Dallara-Alfa Romeo | 1:14.61 | +1.77    |
| 15  | 14 | Michael Bartels    | Reynard-Volkswagen | 1:14.77 | +1.93    |
| 16  | 19 | René Wartmann      | Dallara-Volkswagen | 1:15.11 | +2.23    |
| 17  | 5  | Roland Bossy       | Reynard-Alfa Romeo | 1:15.55 | +2.67    |
| 18  | 6  | Christophe Hurni   | Reynard-Alfa Romeo | 1:15.69 | +2.81    |
| 19  | 23 | Svend Hansen       | Reynard-Volkswagen | 1:15.76 | +2.88    |
| 20  | 8  | Rolf Kuhn          | Reynard-Volkswagen | 1:16.14 | +3.26    |
| 21  | 11 | Jo Zeller          | Ralt-Toyota        | 1:16.64 | +3.76    |
| 22  | 18 | Gianni Bianchi     | Dallara-Volkswagen | 1:17.30 | +4.42    |

## Gara
| Pos | No | Pilota             | Telaio             | Giri | Tempo/Ritiro     | Pos. Griglia |
| --- | -- | ------------------ | ------------------ | ---- | ---------------- | ------------ |
| 1   | 1  | Gianni Morbidelli  | Dallara-Alfa Romeo | 29   | 36:95.80         | 3            |
| 2   | 3  | Antonio Tamburini  | Reynard-Alfa Romeo | 29   | +3.57            | 1            |
| 3   | 4  | Giovanni Bonanno   | Dallara-Alfa Romeo | 29   | +11.21           | 5            |
| 4   | 2  | Roberto Colciago   | Dallara-Alfa Romeo | 29   | +12.75           | 4            |
| 5   | 20 | Yvan Muller        | Dallara-Alfa Romeo | 29   | +32.30           | 8            |
| 6   | 32 | Fabrizio Bettini   | Dallara-Alfa Romeo | 29   | +33.70           | 12           |
| 7   | 21 | Alex Zanardi       | Ralt-Toyota        | 29   | +34.60           | 11           |
| 8   | 31 | Olivier Beretta    | Dallara-Alfa Romeo | 29   | +44.79           | 10           |
| 9   | 14 | Michael Bartels    | Reynard-Volkswagen | 29   | +45.01           | 15           |
| 10  | 23 | Svend Hansen       | Reynard-Volkswagen | 29   | +50.25           | 19           |
| 11  | 5  | Roland Bossy       | Reynard-Alfa Romeo | 29   | +50.71           | 17           |
| 12  | 19 | René Wartmann      | Dallara-Volkswagen | 29   | +53.14           | 16           |
| 13  | 11 | Jo Zeller          | Ralt-Toyota        | 29   | +1:11.97         | 21           |
| 14  | 18 | Gianni Bianchi     | Dallara-Volkswagen | 28   | +1 Giro          | 22           |
| 15  | 15 | Wolfgang Kaufmann  | Dallara-Volkswagen | 28   | +1 Giro          | 13           |
| Rit | 8  | Christophe Humi    | Reynard-Alfa Romeo | 25   | Incidente        | 18           |
| Rit | 13 | Michael Schumacher | Reynard-Volkswagen | 25   | Incidente        | 9            |
| SQ  | 12 | Jacques Isler      | Dallara-Alfa Romeo | 15   | Guida pericolosa | 14           |
| Rit | 9  | Eugenio Visco      | Dallara-Alfa Romeo | 14   | Incidente        | 7            |
| Rit | 48 | Fabiano Vandone    | Dallara-Alfa Romeo | 13   | Incidente        | 6            |
| Rit | 7  | Andrea Montermini  | Reynard-Alfa Romeo | 12   | Cambio           | 2            |
| Rit | 8  | Rolf Kuhn          | Reynard-Volkswagen | 1    |                  | 20           |
| NA  | 16 | Peter Zakowski     | Reynard-Volkswagen |      |                  |              |
| NA  | 22 | John Alcorn        | Reynard-Toyota     |      |                  |              |

- Giro veloce:Gianni Morbidelli su Dallara-Alfa Romeo in 1:13.92